# Nimboa macroptera
Nimboa macroptera là một loài côn trùng trong họ Coniopterygidae thuộc bộ Neuroptera. Loài này được H. Aspöck & U. Aspöck miêu tả năm 1965.